# Parameteoraspis
Genre
Parameteoraspis est un genre fossile de poissons ostracodermes trouvés dans les couches d'âge Emsien du mont Wagner, dans le Spitsberg (Svalbard).

## Liste d'espèces
Selon les collections du Muséum national d'Histoire naturelle (19 septembre 2023) :
- Parameteoraspis caroli (Wangsjö, 1952)
- Parameteoraspis gigas (Wangsjö, 1952)
- Parameteoraspis lanternaria (Wangsjö, 1952)
- Parameteoraspis moythomasi (Wangsjö, 1952)
- Parameteoraspis oberon Janvier, 1985
- Parameteoraspis oblonga (Stensiö, 1927)

## Systématique
Le nom valide complet (avec auteur) de ce taxon est Parameteoraspis Blieck, Goujet (d) & Janvier, 1987,. Parameteoraspis gigas (Wangsjö, 1952) est l'espèce type.
Le nom a été donné en remplacement du genre Meteoraspis Janvier, 1981, nom déjà occupé par le genre de trilobites Meteoraspis (en) Resser (d), 1935.

## Publication originale
: document utilisé comme source pour la rédaction de cet article.
- [1987] (en) Alain Blieck, Daniel Goujet et Philippe Janvier, « The vertebrate stratigraphy of the Lower Devonian (Red Bay Group and Wood Bay Formation) of Spitsbergen », Modern Geology, États-Unis, vol. 11, no 3,‎ janvier 1987, p. 197-217 (ISSN 0026-7775, lire en ligne, consulté le 19 septembre 2023). .